# Ga Poipet
Ga Poipet là nhà ga đường sắt ở Poipet, tỉnh Banteay Meanchey, Campuchia nằm cách biên giới Thái Lan 850 mét. Đây là ga cuối của Tuyến Phnôm Pênh – Poipet và nó cũng được kết nối với Đường sắt Nhà nước Thái Lan qua Tuyến phía Đông.

## Lịch sử
Ga này được khởi công và hoàn thành vào năm 1930 dưới thời Pháp thuộc như một phần của đoạn đường sắt kết nối giữa thủ đô Phnôm Pênh và thành phố cửa khẩu Poipet. Năm 1941, tuyến đường sắt này được xây dựng nối với Thái Lan nhưng 5 năm sau thì bị dỡ bỏ sau khi Thế chiến thứ hai kết thúc  và được xây lại vào năm 1953 theo yêu cầu của Campuchia và chính thức thông xe vào ngày 22 tháng 4 năm 1955, dù vẫn bị đóng cửa một lần nữa vào năm 1961 do sự căng thẳng trong mối quan hệ Campuchia – Thái Lan. Liên kết xuyên biên giới giữa Aranyaprathet và Poipet được giới chức hai nước cho mở lại vào tháng 4 năm 2019, nhưng ít lâu sau thì bị đóng cửa vào tháng 4 năm 2020 do xảy ra đại dịch COVID-19.